# Catasticta flisa flisa
Catasticta flisa subsp. flisa es una mariposa de la familia Pieridae; su sinonimia es Catasticta oaxaca.

## Descripción
En el ala anterior el margen costal es curvo, ápice redondo, margen distal es curvo, y margen anal o interno ligeramente curvo. La superficie de las alas anteriores y posteriores es de color negro. En el ala anterior presenta 7 manchas triangulares pequeñas submarginales de color blanco. Y ocho manchas postdiscales más anchas de color blanco. Al final de la célula discal en su lado más apical presenta un punto blanco. En las alas posteriores en su vista dorsal presentan una banda amplia, que es interrumpida por las venas de color café en la región media o discal. Esta banda continúa sobre el margen anal y se desvanece hasta la región basal. Presenta también ocho manchas pequeñas intervenales en la región submarginal.  Las antenas cabeza, tórax y abdomen son de color negro. Por la vista ventral el color de fondo es negro muy claro. En las alas anteriores presenta mismo patrón de bandas blancas, más una serie manchas triangulares amarillas en la región marginal, en las manchas submarginales las dos primeras localizadas en la región subapical son de color amarillo. Y la primera mancha de la banda postdiscal es amarilla tenue. En las alas posteriores El color de fondo es igual negro muy tenue. Presenta siete machas triangulares en la región marginal, y ocho manchas casi redondas de color amarillo en la región submarginal. En la región media o discal presenta banda blanca con manchas marillas intervenales. En la región basal presenta tres puntos amarillos y una mancha a rojas más cercano al margen anal. Beutelspacher (1984) menciona que “esta especies es muy parecida o cercana a Catasticta flisa, pero se distingue de esta por presentar el macho la banda media en las alas, más amplia y definida que C. flisa, por presentar triangulares los puntos blancos submarginales en las alas anteriores, en tanto que en C. flisa son redondeados u ovalados, y sobre todo, en la hembra , la cual presenta en color amarillo tanto la banda media, como los puntos submarginales, en tanto que C. flisa, los presenta blancos y en las alas posteriores, la banda blanca presenta dos manchas amarillas, una cercana al borde costal, y otra cercana al borde anal”.

## Distribución
Se distribuye en México, en los estado de Oaxaca y Chiapas.

## Hábitat
No se dan, datos del tipo de vegetación, solo datos de colecta carretera Tuxtepec-Oaxaca. En Sierra de Juárez, Oaxaca.

## Estado de conservación
No está enlistada en la NOM-059, ni tampoco evaluada por la UICN.